# Vakgyíkfélék
A vakgyíkfélék (Dibamidae) a hüllők (Reptilia) osztályába, a pikkelyes hüllők (Squamata) rendjébe és a gyíkok (Sauria)  alrendjébe tartozó család.
Egyes rendszerek nem sorolják a gekkóalakúak (Gekkota) alrendágába, hanem külön álló egységként kezelik.

## Rendszerezés
A családba az alábbi nemek és fajok tartoznak:
- Anelytropsis – 1 faj
  - mexikói vakgyík (Anelytropsis papillosus)

- Dibamus – 20 faj
  - Dibamus alfredi
  - Dibamus bogadeki
  - Dibamus booliati
  - Dibamus bourreti
  - celebeszi vakgyík (Dibamus celebensis)
  - Dibamus deharvengi
  - Dibamus dezwaani
  - Dibamus greeri
  - Dibamus ingeri
  - Dibamus kondaoensis
  - fehér vakgyík (Dibamus leucurus)
  - hegyi vakgyík (Dibamus montanus)
  - nikobár-szigeteki vakgyík (Dibamus nicobaricum)
  - pápua vakgyík (Dibamus novaeguineae)
  - serami vakgyík (Dibamus seramensis)
  - Dibamus smithi
  - Dibamus somsaki
  - Dibamus taylori
  - Dibamus tiomanensis
  - Dibamus vorisi